# Associazione Calcio Chievo 1989-1990
Questa voce raccoglie le informazioni riguardanti l'Associazione Calcio Chievo nelle competizioni ufficiali della stagione 1989-1990.

## Stagione
Nella stagione 1989-1990 il Chievo disputò il suo primo campionato di Serie C1.

## Rosa
| N. |                   | Ruolo | Calciatore         |
| -- | ----------------- | ----- | ------------------ |
|    | Italia (bandiera) | P     | Renato Biasi       |
|    | Italia (bandiera) | P     | Enzo Zanin         |
|    | Italia (bandiera) | D     | Massimo Beghetto   |
|    | Italia (bandiera) | D     | Carmelo Genovasi   |
|    | Italia (bandiera) | D     | Rolando Maran      |
|    | Italia (bandiera) | D     | Christian Maraner  |
|    | Italia (bandiera) | D     | Beniamino Montagni |
|    | Italia (bandiera) | D     | Ivan Moretto       |
|    | Italia (bandiera) | D     | Pier Luigi Nicoli  |
|    | Italia (bandiera) | D     | Werner Seeber      |

| N. |                   | Ruolo | Calciatore         |
| -- | ----------------- | ----- | ------------------ |
|    | Italia (bandiera) | C     | Gigi Perlina       |
|    | Italia (bandiera) | C     | Valter Curti       |
|    | Italia (bandiera) | C     | Paolo Galli        |
|    | Italia (bandiera) | C     | Dario Lazzarin     |
|    | Italia (bandiera) | C     | Maurizio Pertusi   |
|    | Italia (bandiera) | A     | Michele Cossato    |
|    | Italia (bandiera) | A     | Flavio Fiorio      |
|    | Italia (bandiera) | A     | Giuseppe Folli     |
|    | Italia (bandiera) | C     | Matteo Colla       |
|    | Italia (bandiera) | C     | Giovanni Vicentini |

## Risultati

### Serie C1

#### Girone di andata
| Arbitro: | Scardia (Lecce) |

|               |           |                       |
| Fiorio 4’ 44’ | Marcatori | Marta 60’ Roselli 83’ |

| Arbitro: | Graziano Cesari (Genova) |

|                                              |           |             |
| Rosa 1’ Maran 51’ (aut.) Solimeno 65’ (rig.) | Marcatori | 17’ Pertusi |

| Arbitro: | Chiesa (Livorno) |

|  |           |               |
|  | Marcatori | Gasparini 23’ |

| Arbitro: | Rodomonti (Teramo) |

|            |           |                      |
| Tesser 29’ | Marcatori | 22’ Fiorio 76’ Curti |

| Arbitro: | Baglieri (Tivoli) |

|                      |           |            |
| Folli 70’ Fiorio 81’ | Marcatori | Pelosi 90’ |

| Arbitro: | Destro (Novi Ligure) |

|          |           |           |
| Paci 50’ | Marcatori | 84’ Folli |

| Arbitro: | Baldas |

|                                  |           |  |
| Beghetto 17’ Curti 63’ Folli 90’ | Marcatori |  |

| Montevarchi 5 novembre 1989, ore 14.30 CEST 8ª giornata | Montevarchi              | 0 – 0 referto | Chievo | Stadio Gastone Brilli Peri\| Arbitro: \| Scarfo (Reggio Calabria) \| |
| Arbitro:                                                | Scarfo (Reggio Calabria) |               |        |                                                                      |

| Arbitro: | Arena (Ercolano) |

|          |           |            |
| Soda 39’ | Marcatori | 34’ Fiorio |

| Arbitro: | Risetti (Voghera) |

|                       |           |  |
| Fiorio 80’ (rig.) 90’ | Marcatori |  |

| Arbitro: | Russo (Pescara) |

|            |           |          |
| Tacchi 87’ | Marcatori | 7’ Curti |

| Arbitro: | Marchi (Ivrea) |

|           |           |  |
| Folli 53’ | Marcatori |  |

| Arbitro: | Pellegrino (Barcellona Pozzo di Gotto) |

|              |           |              |
| Pistella 27’ | Marcatori | 56’ Beghetto |

| Arbitro: | Rausa (Cosenza) |

|                   |           |           |
| Fiorio 40’ (rig.) | Marcatori | Rossi 71’ |

| Arbitro: | Collina (Viareggio) |

|                        |           |  |
| Genovasi 32’ Folli 87’ | Marcatori |  |

| Arbitro: | Marchese (Napoli) |

|                 |           |              |
| Cornacchini 35’ | Marcatori | 43’ Genovasi |

| Arbitro: | Nepi (Ascoli Piceno) |

|                                 |           |                     |
| Fiorio 18’ 90’ (rig.) Folli 55’ | Marcatori | Tovalieri 6’ (rig.) |

#### Girone di ritorno
| Prato 28 gennaio 1990, ore 14.30 CEST 18ª giornata | Prato                  | 0 – 0 referto | Chievo | Stadio Lungobisenzio\| Arbitro: \| Conocchiari (Macerata) \| |
| Arbitro:                                           | Conocchiari (Macerata) |               |        |                                                              |

| Arbitro: | De Angelis (Civitavecchia) |

|            |           |                        |
| Fiorio 80’ | Marcatori | Filippini 19’ Gori 39’ |

| Arbitro: | Rodomonti (Teramo) |

|                         |           |  |
| Calonaci 27’ Marsan 75’ | Marcatori |  |

| Arbitro: | Griffo (Palermo) |

|            |           |                        |
| Fiorio 89’ | Marcatori | Gabriele Bongiorni 45’ |

| Arbitro: | Contente (Salerno) |

|            |           |  |
| Pelosi 78’ | Marcatori |  |

| Verona 11 marzo 1990, ore 15.00 CEST 23ª giornata | Chievo           | 0 – 0 referto | Lucchese | Stadio Marcantonio Bentegodi\| Arbitro: \| Arena (Ercolano) \| |
| Arbitro:                                          | Arena (Ercolano) |               |          |                                                                |

| Arbitro: | Scarfo (Reggio Calabria) |

|                                               |           |  |
| Bazeu 10’ Agostinelli 25’ (rig.) Petrullo 60’ | Marcatori |  |

| Arbitro: | Giove (Bari) |

|                       |           |  |
| Paolinelli 38’ (aut.) | Marcatori |  |

| Verona 1º aprile 1990, ore 15.30 CEST 26ª giornata | Chievo                    | 0 – 0 referto | Empoli | Stadio Marcantonio Bentegodi\| Arbitro: \| Misticoni (Ascoli Piceno) \| |
| Arbitro:                                           | Misticoni (Ascoli Piceno) |               |        |                                                                         |

| Arbitro: | Rivola (Roma) |

|                     |           |                                |
| Folli 12’ Maran 51’ | Marcatori | Mariani 39’ (rig.) Carrara 52’ |

| Arbitro: | Racalbuto (Gallarate) |

|                                         |           |  |
| Lazzarin 32’ Folli 36’ 69’ Genovasi 75’ | Marcatori |  |

| Arbitro: | Pellegrino (Barcellona Pozzo di Gotto) |

|                     |           |  |
| Aguzzoli 55’ (rig.) | Marcatori |  |

| Arbitro: | Brasca (Seregno) |

|           |           |                          |
| Folli 10’ | Marcatori | Pistella 18’ Lazzini 90’ |

| La Spezia 13 maggio 1990, ore 16.00 CEST 31ª giornata | Spezia         | 0 – 0 referto | Chievo | Stadio Alberto Picco\| Arbitro: \| Aricò (Milano) \| |
| Arbitro:                                              | Aricò (Milano) |               |        |                                                      |

| Arbitro: | Curotti (Piacenza) |

|               |           |  |
| Francioso 53’ | Marcatori |  |

| Arbitro: | De Prisco (Nocera Inferiore) |

|                  |           |  |
| Lazzarin 23’ 60’ | Marcatori |  |

| Arbitro: | Misticoni (Ascoli Piceno) |

|               |           |             |
| Tovalieri 29’ | Marcatori | 79’ Moretto |

### Coppa Italia Serie C

#### Fase finale
| 1989 Sedicesimi di finale - andata      | Mantova   | 2 – 3 | Chievo |  |
| \| \| \| \| \| ?’ \| Marcatori \| ?’ \| |           |       |        |  |
|                                         |           |       |        |  |
| ?’                                      | Marcatori | ?’    |        |  |

| 1989 Sedicesimi di finale - ritorno                                      | Chievo               | 1 – 2 | Mantova |  |
| \| \| \| \| \| ?’ \| Marcatori \| ?’ \| \| \| Tiri di rigore 4 – 3 \| \| |                      |       |         |  |
|                                                                          |                      |       |         |  |
| ?’                                                                       | Marcatori            | ?’    |         |  |
|                                                                          | Tiri di rigore 4 – 3 |       |         |  |

| 1990 Ottavi di finale - andata          | Venezia   | 3 – 1 | Chievo |  |
| \| \| \| \| \| ?’ \| Marcatori \| ?’ \| |           |       |        |  |
|                                         |           |       |        |  |
| ?’                                      | Marcatori | ?’    |        |  |

| 1990 Ottavi di finale - ritorno      | Chievo    | 3 – 0 | Venezia |  |
| \| \| \| \| \| \| Marcatori \| ?’ \| |           |       |         |  |
|                                      |           |       |         |  |
|                                      | Marcatori | ?’    |         |  |

| 1990 Quarti di finale - andata          | Modena    | 2 – 2 | Chievo |  |
| \| \| \| \| \| ?’ \| Marcatori \| ?’ \| |           |       |        |  |
|                                         |           |       |        |  |
| ?’                                      | Marcatori | ?’    |        |  |

| 1990 Quarti di finale - ritorno      | Chievo    | 1 – 0 | Modena |  |
| \| \| \| \| \| ?’ \| Marcatori \| \| |           |       |        |  |
|                                      |           |       |        |  |
| ?’                                   | Marcatori |       |        |  |

| 11 aprile 1990 Semifinale - andata   | Lucchese  | 1 – 0 | Chievo |  |
| \| \| \| \| \| ?’ \| Marcatori \| \| |           |       |        |  |
|                                      |           |       |        |  |
| ?’                                   | Marcatori |       |        |  |

| 20 aprile 1990 Semifinale - ritorno                     | Chievo    | 2 – 2 | Lucchese |  |
| \| \| \| \| \| Fiorio ?’ Folli ?’ \| Marcatori \| ?’ \| |           |       |          |  |
|                                                         |           |       |          |  |
| Fiorio ?’ Folli ?’                                      | Marcatori | ?’    |          |  |

## Statistiche

### Statistiche dei giocatori
| Giocatore   | Serie C1 | Serie C1 | Coppa Italia Serie C | Coppa Italia Serie C | Totale   | Totale |
| Giocatore   | Presenze | Reti     | Presenze             | Reti                 | Presenze | Reti   |
| ----------- | -------- | -------- | -------------------- | -------------------- | -------- | ------ |
| R. Biasi    | 7        | -6       | ?                    | -?                   | 7+       | -6+    |
| M. Beghetto | 23       | 1        | ?                    | ?                    | 23+      | 1+     |
| V. Curti    | 30       | 4        | ?                    | ?                    | 30+      | 4+     |
| Colla       | 5        | 0        | ?                    | ?                    | 5+       | 0+     |
| M. Cossato  | 15       | 0        | ?                    | ?                    | 15+      | 0+     |
| F. Fiorio   | 30       | 12       | ?                    | ?                    | 30+      | 12+    |
| G. Folli    | 30       | 10       | ?                    | ?                    | 30+      | 10+    |
| P. Galli    | 11       | 0        | ?                    | ?                    | 11+      | 0+     |
| C. Genovasi | 30       | 3        | ?                    | ?                    | 30+      | 3+     |
| R. Maran    | 32       | 1        | ?                    | ?                    | 32+      | 1+     |
| C. Maraner  | 11       | 0        | ?                    | ?                    | 11+      | 0+     |
| B. Montagni | 33       | 0        | ?                    | ?                    | 33+      | 0+     |
| I. Moretto  | 13       | 1        | ?                    | ?                    | 13+      | 1+     |
| P. Nicoli   | 30       | 0        | ?                    | ?                    | 30+      | 0+     |
| G. Perlina  | 23       | 0        | ?                    | ?                    | 23+      | 0+     |
| W. Seeber   | 30       | 0        | ?                    | ?                    | 30+      | 0+     |
| D. Lazzarin | 34       | 3        | ?                    | ?                    | 34+      | 3+     |
| M. Pertusi  | 25       | 1        | ?                    | ?                    | 25+      | 1+     |
| Vicentini   | 1        | 0        | ?                    | ?                    | 1+       | 0+     |
| E. Zanin    | 28       | -25      | ?                    | -?                   | 28+      | -25+   |